# Дане (Лошка Доліна)
Дане (словен. Dane) — поселення в общині Лошка Долина, Регіон Нотрансько-крашка, Словенія. Висота над рівнем моря: 578,7 м.